# Episodi di American Playhouse (seconda stagione)
La seconda stagione della serie televisiva American Playhouse è stata trasmessa in anteprima negli Stati Uniti d'America tra il 18 gennaio 1983 e il 3 maggio 1983.
| nº | Titolo originale                          | Titolo italiano | Prima TV USA     | Prima TV Italia |
| -- | ----------------------------------------- | --------------- | ---------------- | --------------- |
| 1  | The Skin of Our Teeth                     |                 | 18 gennaio 1983  |                 |
| 2  | Miss Lonelyhearts                         |                 | 25 gennaio 1983  |                 |
| 3  | Family Business                           |                 | 1º febbraio 1983 |                 |
| 4  | Keeping On                                |                 | 8 febbraio 1983  |                 |
| 5  | The Files on Jill Hatch (Part 1)          |                 | 15 febbraio 1983 |                 |
| 6  | The Files on Jill Hatch (Part 2)          |                 | 22 febbraio 1983 |                 |
| 7  | The Files on Jill Hatch (Part 3)          |                 | 1º marzo 1983    |                 |
| 8  | For Us the Living: The Medgar Evers Story |                 | 22 marzo 1983    |                 |
| 9  | Verse Person Singular                     |                 | 29 marzo 1983    |                 |
| 10 | Until She Talks                           |                 | 5 aprile 1983    |                 |
| 11 | Wings                                     |                 | 26 aprile 1983   |                 |
| 12 | The Rothko Conspiracy                     |                 | 3 maggio 1983    |                 |